# Alexandre Ferreira (radialista)
Alexandre Ferreira, (Rio de Janeiro, 13 de agosto de 1962) é um radialista, jornalista e professor universitário brasileiro.

## Carreira
Atuou como comunicador na Rádio Manchete e Rádio Globo, entre outras emissoras. Agraciado com a Medalha Tiradentes, em 1992, por sua atuação no rádio. Como docente, lecionou na Universidade Gama Filho, na UNISUAM e na FACHA. Alexandre Ferreira utiliza em seus programas de rádio o bordão: "Dá um sorriso pra mim". Atualmente apresenta na Super Rádio Tupi, desde 2017, o Programa Alexandre Ferreira, de segunda a sábado a partir da meia-noite.